# Bulls Road Cemetery
Le Bulls Road Cemetery, Flers (Cimetière britannique Bulls Road ) est un cimetière militaire de la Première Guerre mondiale, situé sur le territoire de la commune de Flers, dans le département de la Somme, au nord-est d'Amiens.

## Localisation
Ce cimetière militaire est situé à l'est du village, rue de Gueudecourt, à 200 m des dernières habitations.

## Histoire
Flers a été capturé le 15 septembre 1916 lors de la bataille de Flers-Courcelette par les troupes noé-zélandaises et la 41è division britannique. C'est la première fois que des chars ont été utilisés. Le village est perdu lors de l'avancée allemande de mars 1918 et repris définitivement à la fin du mois d'août suivant par le 10è West Yorks et le 6è Dorsets de la 17è Division.
Le cimetière a été commencé le 19 septembre 1916 et a été utilisé par des unités combattantes (principalement australiennes) jusqu'en mars 1917. Après l'armistice d'autres sépultures ont été apportées de cimetières provisoires des environs.
Ce cimetière comporte désormais 771 sépultures de Première guerre mondiale, dont 297 ne sont pas identifiées.

## Caractéristiques
Ce cimetière a un plan carré de 35 m de côté..

Il est entouré d'un mur de moellons.

Le cimetière a été conçu par Sir Herbert Baker.

## Galerie

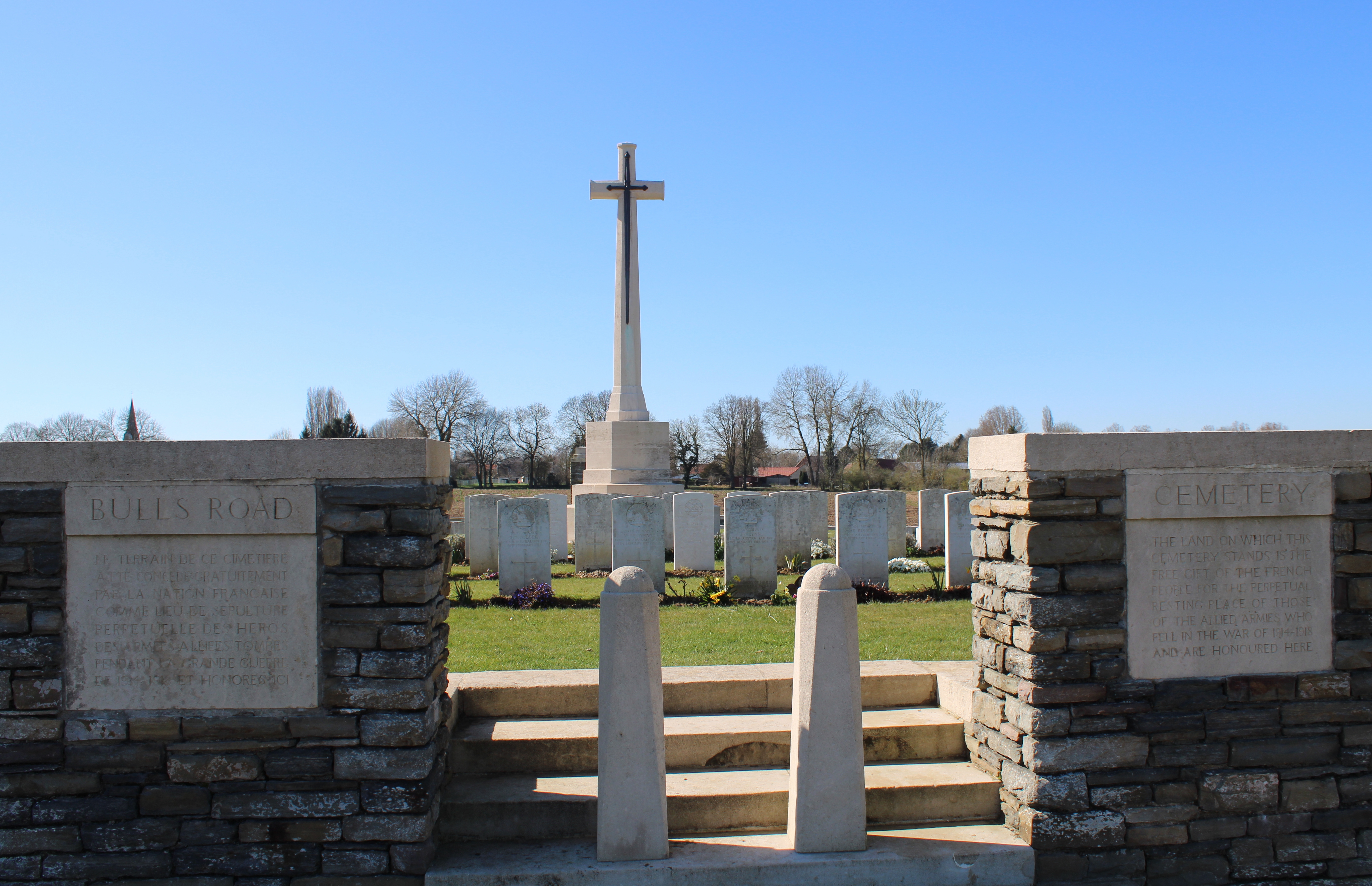
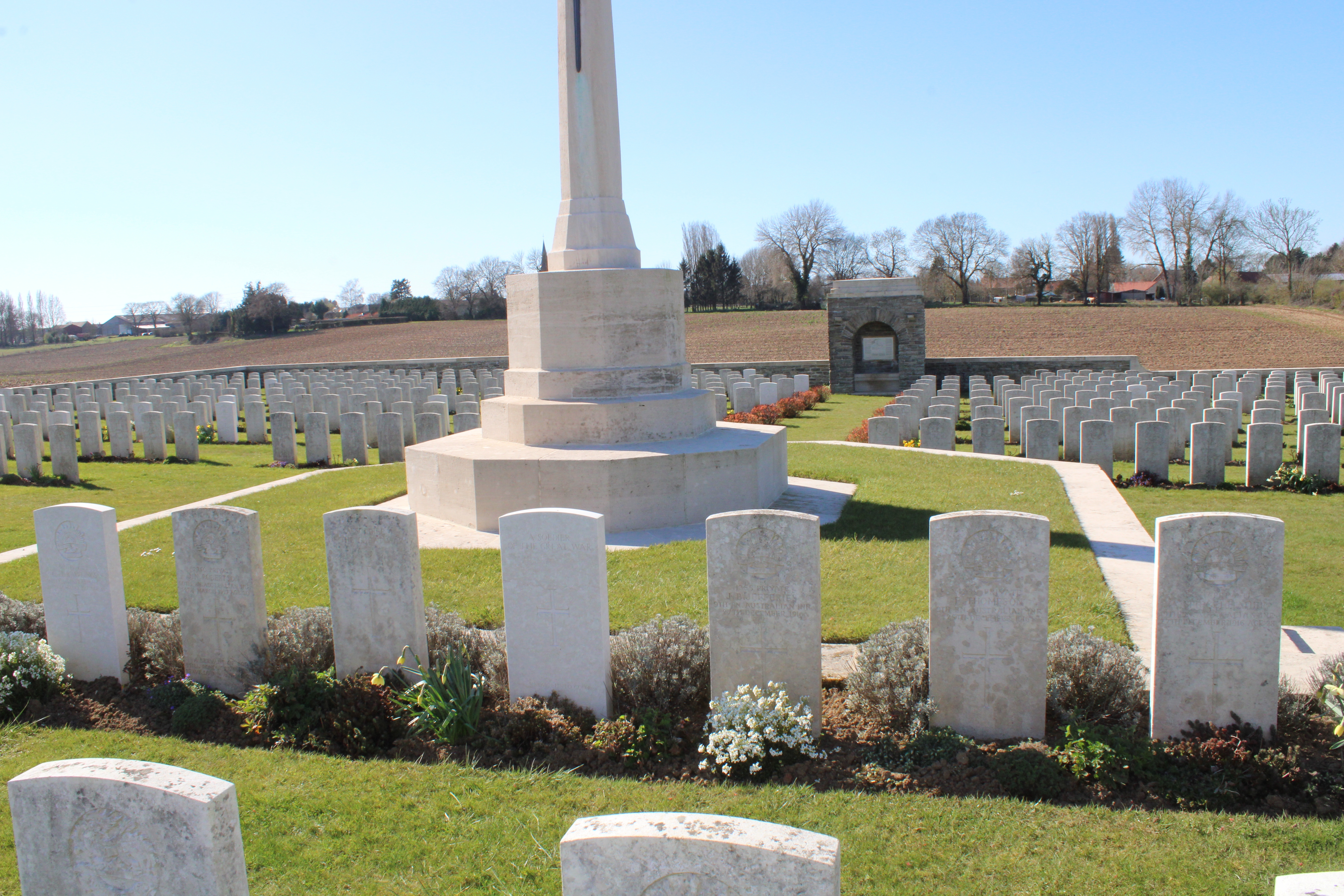
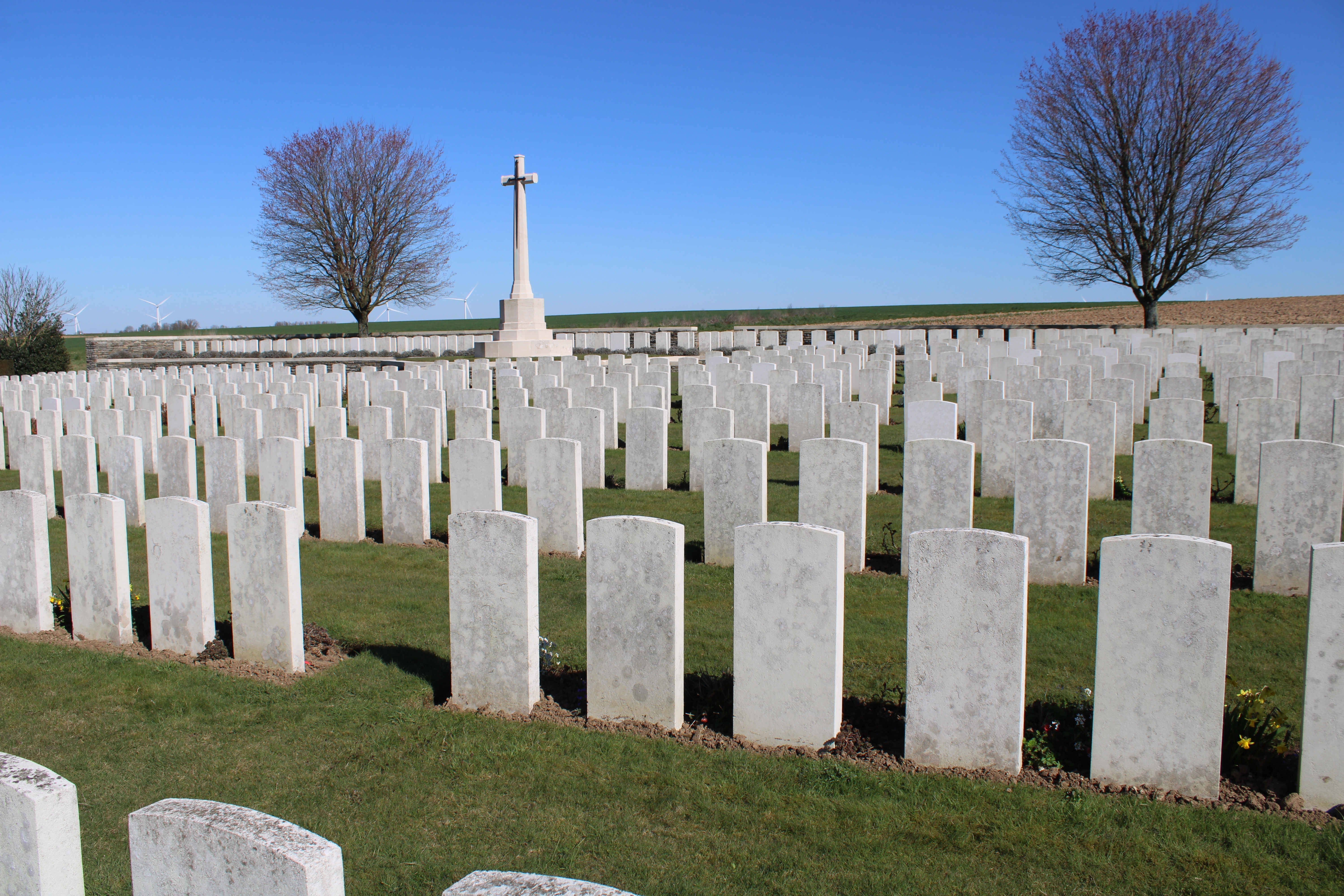
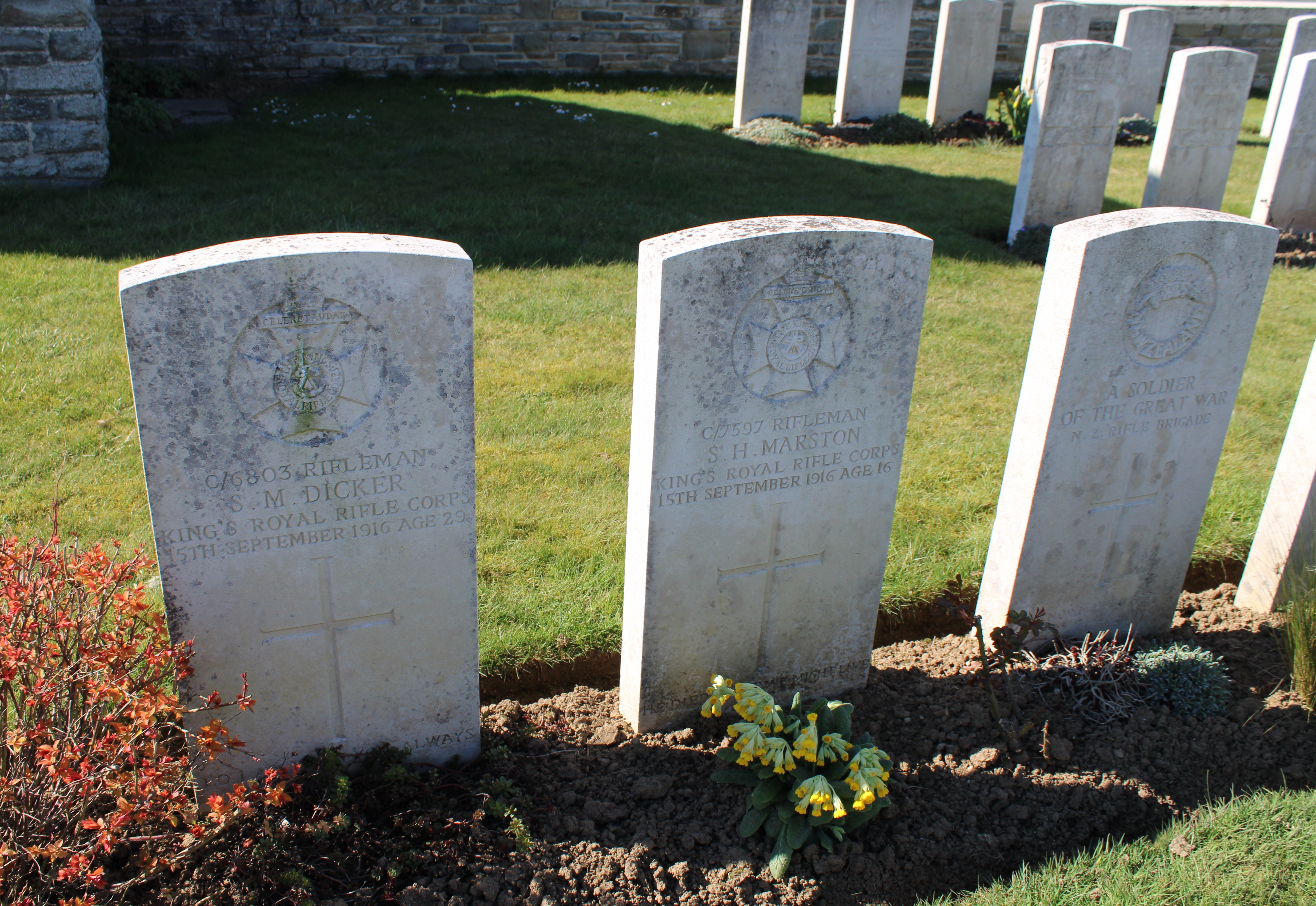
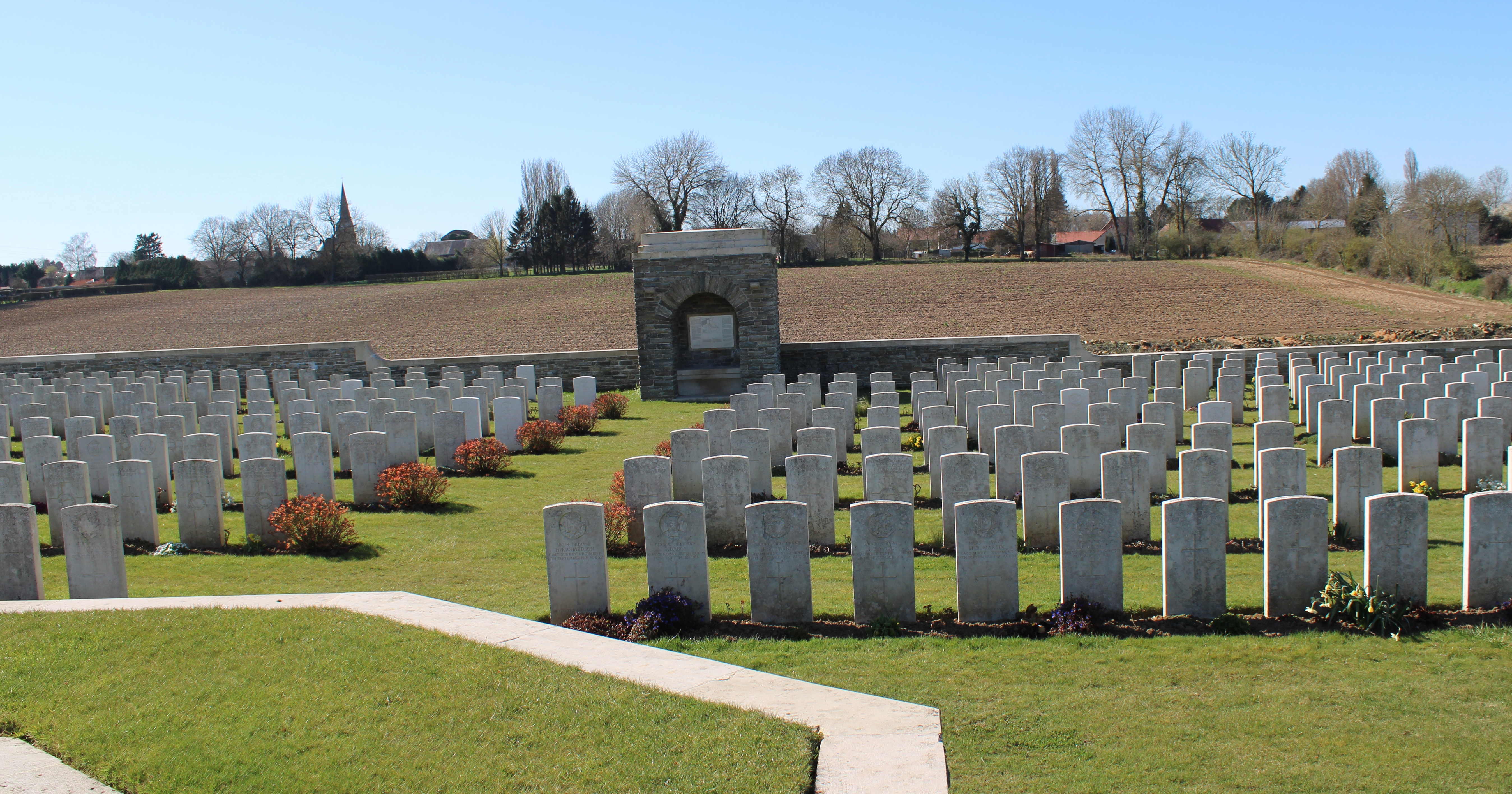

## Sépultures
| Pays             | Sépultures |
| ---------------- | ---------- |
| Royaume-Uni      | 491        |
| Australie        | 157        |
| Nouvelle-Zélande | 123        |
| Total            | 771        |